# Ospedale militare di Caserta
L'Ospedale militare di Caserta "Ten. MOVM Gennaro Tescione" è stato un ospedale militare, a connotazione interforze, con sede a Caserta, del Corpo sanitario dell'Esercito Italiano.
Fu intitolato nel 1968 alla medaglia d'oro al valor militare (MOVM) Gennaro Tescione, ufficiale morto durante la seconda guerra mondiale.

## Storia
L’ospedale militare fu fondato nel maggio 1832 su ordine di Ferdinando II di Borbone. La struttura fu inizialmente utilizzata per combattere un'epidemia di colera. Successivamente furono effettuati i lavori di ampliamento dei poderi all’epoca esistenti fino a raggiungere il chiostro del convento di San Francesco di Paola dell'omonima frazione. Solo nel 1857 il complesso assunse l’assetto odierno.
Nel dicembre 2013 l'ospedale ha cessato le sue attività.